# Ixaque ibne Muslim Alucaili
Ixaque ibne Muslim ibne Rebia Acim Alucaili (Ishaq ibn Muslim ibn Rabi'a ibn Asim al-Uqayli) foi um general e governador do Califado Omíada na região da Armênia (Transcaucásia) e um forte apoiante do último califa omíada, Maruane II. Após a derrota de Maruane pela Revolução Abássida, inicialmente resistiu mas finalmente entrou em termos com os abássidas.

## Vida
O avô de Ixaque, Rebia Acim Alucaili, foi um baçorano que lutou e morreu na Batalha do Camelo, depois da qual a família mudou-se para a Jazira. Junto com seus irmãos, Abedal Maleque e Issa, Ixaque foi um dos comandantes de Maruane ibne Maomé (futuro Maruane II) durante o governo do último na Armênia e Azerbaijão e suas campanhas contra os cazares. Assim, em 738 ele derrotou o príncipe caucasiano Tumã Xá e capturou suas fortalezas. Em 743/744, foi nomeado como comandante de Derbente (Babal Abuabe) e governador da Armênia (a província combinada da Armênia e Azerbaijão) e acompanhou Maruane em 745/746 na luta na Jazira, durante a Terceira Fitna. Ele então retornou para seu governo na Armênia, que parece ter mantido até o fim do Califado Omíada em 749/750.

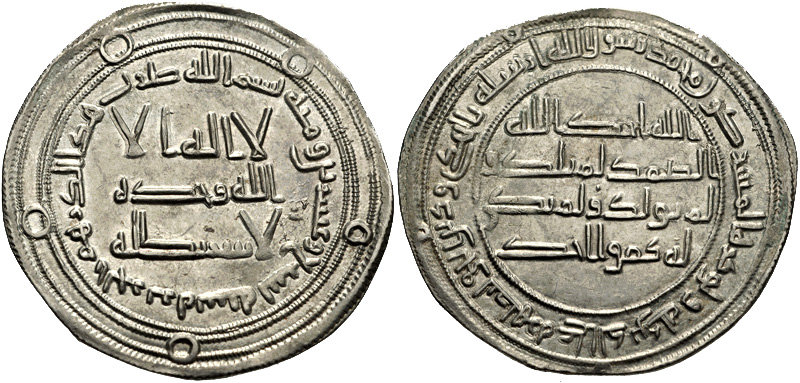
Dirrã do califa r.

Naquele tempo, após a derrota de Maruane nas mãos dos exércitos da Revolução Abássida, reuniu os remanescentes dos exércitos omíadas e reagrupou os apoiantes de Maruane na Armênia e Jazira (as áreas que foram base de poder pessoal de Maruane) e estabeleceu-se com relatados 60 mil na fortaleza de Sumaissate (Samósata), esperando o avanço abássida. No evento, um termo negociado foi alcançado entre Ixaque e Abu Jafar (o futuro califa Almançor) e muitos dos líderes pró-omíadas começaram a aceitar as fileiras dos abássidas. Assim, Ixaque tornou-se um dos membros mais influentes do conselho de Almançor, e mesmo seu irmão Bacar, que participou na rebelião de Abedalá ibne Ali em 754, foi perdoado novamente e reabilitado, partindo para governar a Armênia sob Almançor.